# San Rafael Tecario
San Rafael Tecario, también llamado El Poblado, es una pequeña población del estado mexicano de Michoacán de Ocampo, localizada en el municipio de Tacámbaro. Cuenta con 163 viviendas en las cuales viven 1,015 habitantes, de los cuales 371 son hombres y 445 mujeres.